# Société alpine de protection de la nature
La Société alpine de protection de la nature (SAPN) est une association de protection de la nature des Hautes-Alpes.

## Statut et but
La SAPN est une association loi de 1901 créée en 1971 et reconnue d'utilité publique. Elle est membre de la fédération France Nature Environnement.
L'association œuvre pour la connaissance naturaliste et la protection de l'environnement dans le département des Hautes-Alpes.
Ses principales missions sont de participer au débat public (enquêtes et réunions publiques), améliorer les connaissances naturalistes du département (base de données, inventaires…), diffuser et publier des informations sur l'environnement (édition, revue, conférence…) et militer pour le respect de l'environnement (action en justice).

## Organisation
L'association est présidée par Hervé Gasdon et compte deux employés permanents.
Les conseils d’administration ont lieu deux fois par mois (les premier et troisième vendredis de chaque mois) au siège social situé 48 rue Jean-Eymar à Gap.
L'assemblée générale a lieu chaque année au mois de mars au siège social.
Tous les membres de l'association sont invités à participer à ces réunions.

## Thématiques abordées
Les principales thématiques abordées sont : 
- l'aménagement du territoire (révision du PLU de Gap[2], opposition à la ligne THT[3], etc.) ;
- l'agriculture (sauvegarde des vergers de Charance, etc.) ;
- la faune et la flore (randonnées botaniques, cohabitation loup-éleveur [4], etc.) ;
- la gestion des déchets (création de composteurs, nettoyage de la Luye[5], etc.).